# Néa Róda
Néa Róda (Nea Roda) är en ort i Grekland.   Den ligger i prefekturen Chalkidike och regionen Mellersta Makedonien, i den nordöstra delen av landet, 270 km norr om huvudstaden Aten. Néa Róda ligger 15 meter över havet och antalet invånare är 1 153.
Terrängen runt Néa Róda är varierad. Havet är nära Néa Róda åt nordväst.  Närmaste större samhälle är Ierissos, 4,5 km väster om Néa Róda. 